# Max Laich
Max Laich (Crefeld (Germania), 12 dicembre 1884 – ...) è stato un calciatore svizzero, di ruolo attaccante.

## Carriera
Giocò nel Milan nel 1908.
Chimico di professione, scese in campo nel primo derby di Milano della storia, giocato a Chiasso il 18 ottobre contro l'Inter, come pure nel primo incontro di campionato contro i cugini il 10 gennaio 1909, in quest'ultimo incontro segnando anche un gol. Laich disputò altri tre derby amichevoli, l'ultimo dei quali gli fu fatale: il 20 maggio riportò un infortunio talmente grave da sospendere il derby dopo soli dieci minuti di gioco, e da costringerlo ad interrompere anzitempo la carriera agonistica.
Si dedicò quindi all'attività di arbitro, rinunciando al ruolo di calciatore.